# Fryksta
Fryksta är en bebyggelse i Stora Kils distrikt (Stora Kils socken) i Kils kommun, belägen norr om Kil vid sjön Frykens sydöstra strand. Här ligger Sveriges första stationshus, fortfarande bevarat, byggt 1852. Området ingår i tätorten Kil, men räknades före 2015 som en separat småort.